# Бабайковский сельский совет
Бабайковский сельский совет (укр. Бабайківська сільська рада) — входит в состав Царичанского района Днепропетровской области Украины.
Административный центр сельского совета находится в с. Бабайковка.

## Населённые пункты совета
- с. Бабайковка
- с. Вербовое
- с. Ивано-Яризовка
- с. Кущёвка
- с. Новостроевка